# Истер
Истер (Ister; латински: Hister, гръцки: Istros (῎Iστρος)) е разпространеното название през древността на долната част на река Дунав.
Истрос е (по Хезиод в Теогония) син на Океан и Тетида. Той е персонализирането на реката със същото име и е изобразяван често на монети от града със същото име при вливането на Дунав. Град Истрос е основан от Милет през VII век пр.н.е. върху по-старо тракийско селище и е най-старата гръцка колония на Черно море.
Монети с надпис „IΣΤ (IST)“ са познати още от V век пр.н.е. Изображение на речния бог Истрос се намира също и на Траяновата колона в Рим, където Истрос е подобен на Нептун. Даките вярват в Хистер.
Клавдий Елиан описва през III век пр.н.е. Истер като най-голямата река в Европа:
| „ | Initium Europaeorum fluminum maximi Istri, ad septentriones ventos sub Alpium radices subjectum contra solis exortum, a non magno fonte nascitur, ubi gens rei equestris perita habitat. | “ |

Някои римски градове на Долен Дунав носят добавката ad Istrum – например Никополис ад Иструм. Античният град лежи обаче на 40 km от реката, но името му е дадено по случай победата при Дунав (Nicopolis = град на победата).
Името принадлежи към староевропейските Hydronymie и може да се сложи към индоевропейския корен Heisr – „бърз“.
Други подобни имена на реки са вливащата се в Дунав Изар (Бавария), също Изера (Чехия), Изер (Савоя, Франция) и Изарко (Айзак, Северна Италия).